# Lygosoma ashwamedhi
Lygosoma ashwamedhi är en ödleart som beskrevs av  Sharma 1969. Lygosoma ashwamedhi ingår i släktet Lygosoma och familjen skinkar. Inga underarter finns listade i Catalogue of Life.